# 翰林院
翰林院从唐朝开始设立，初时为供职具有艺能人士的机构，自唐玄宗后，翰林分为两种，一种是翰林学士，供职于翰林学士院，一种是翰林供奉，供职于翰林院。翰林学士担当起草诏书的职责，翰林供奉则无甚实权。晚唐以后，翰林学士院演变成了专门起草机密诏制的重要机构，有“天子私人”之称。在院任职与曾经任职者，稱翰林官，简称翰林。宋朝后成为正式官职，并与科举接轨。明以后被内阁等代替，成为养才储望之所，负责修书撰史，起草诏书，为皇室成员侍读，担任科举考官等。地位清贵，是成为阁老重臣以至地方官员的踏脚石。

无论政治地位高低，在歷朝歷代，翰林学士始终是社会中地位最高的士人群体，集中了当时知识分子中的精英，社会地位优越。唐朝的李白、杜甫、张九龄、白居易，宋朝的苏轼、欧阳修、王安石、司马光，明朝的宋濂、方孝孺、張居正，晚清的曾国藩、李鸿章、蔡元培等等，皆是翰林中人。入选翰林院被称为“点翰林”，是非常荣耀的事情。翰林学士不仅致力于文化学术事业的传承，更踊跃参与政治，议论朝政。翰林制度和科举制度是古代中国文官制度的基本架构。由科举至翰林，由翰林而朝臣是科举时代士大夫的人生理想，是儒家学说中“达则兼济天下”的表现。
然而，成为翰林的辉煌前景也使得大量知识分子投身科举，造成了人才浪费。社会重文士轻技工，拖缓了科学技术的发展。此外，翰林制度也使得文学界和思想界的主流处于皇帝的监管之下，对学术自由和知识分子的思想独立起了压抑作用，有利于皇帝进行专制统治。
在晚清的1900年6月23日，時值庚子之亂，因清廷甘軍和義和團圍攻東交民巷使館區久攻不下，位於英國公使館旁的翰林院遭甘軍點燃院內大樹而化為灰燼。

## 名称
翰林，即文翰（文章）之林，故往往稱文苑。翰林一词最早可以在汉代扬雄的《长杨赋》中看到。由于汉代文學侍從在玉堂殿待诏，故翰林院也常被称为玉堂、玉堂署，明朝初年，洪武帝稱翰林院為詞士之林，賜御匾「詞林」，故又稱詞林、士林院。而翰林院人員往往必須修史、考訂實錄，故又稱為太史院。

## 历史
翰林院始创于唐朝。初时主要收集各类文学、医卜、方伎、书画方面的人才，供皇帝游乐消遣。自唐玄宗后，分出翰林学士院，负责为皇帝起草机密诏制，旧翰林院则无甚实权。晚唐以后，翰林学士院演变成了的重要机构，有“天子私人”之称。
唐朝之后，翰林学士院的政治地位经历过“两高三低”的变化。五代十国时期，武人得势，翰林势力大降。宋朝后翰林院结构得到规整，与科举制度的关系亦确立下来，权力达到唐以后第一次高峰。辽、西夏、金、元时期，虽仿效唐宋建立翰林院，以笼络汉族文人，但实权很少，辽朝更是将翰林院、国史院合并。明朝初期，翰林院恢复唐宋时的地位，达到第二个高峰。永乐朝之后，翰林院被内阁代替，逐步远离政治，成为撰修书史和起草一般文书的普通机构，但作为养才储望之所，翰林地位清贵，阁老重臣以至地方官员都从此而出。清朝时，翰林的地位并无变化。清末的政治改革，以学校教育代替科举制度，使翰林院逐渐没落。清朝灭亡后，翰林院不复存在。

### 唐朝

#### 别院
唐朝武德五年（公元622年），唐高祖李渊设立由各种有才能的人士供职的官署，称为“别院”，是为翰林院的前身。除文学人才外，医卜、方伎、书画、甚至僧道等皆可入选，主要是供皇帝游乐消遣的机构，史称“翰林初置，人才与杂流并处”，当时任职者并无名号，到了高宗时，开始称为“北门学士”。唐玄宗时遴选擅长文词的朝臣入居翰林，起草诏制，初称翰林待诏，为“等待诏见”之意，有张说、陆坚、张九龄等。后来改称翰林供奉，翰林院因此逐渐演变为草拟机密诏制的重要机构。

#### 翰林学士院
开元二十六年（公元738年），玄宗另建翰林学士院，将文学之士从杂流中分出，供职者称翰林学士，简称学士，本身无品秩，以原品入值，由官员充任。任翰林的官员在履行翰林职责之外，与其它官员无异，照常工作。翰林学士院是负责起草诏命、参预机务的枢要部门，而原来的翰林院也称旧翰林院，维持原本的功能，为普通机构。后来又设翰林侍讲学士和翰林侍书学士，与学士院无关。翰林学士初置时，并无人数限额，后来依照中书舍人之制，置学士六人。
安史之乱以后，藩镇割据，宦官专权局面严重，皇帝与朝臣联合反对宦官的斗争以及朝臣内部的党争日趋激烈。在这种局面下，号称“天子私人”的翰林学士得以在政治地位大幅提高，先是起草内制、参谋顾问，侵夺了中书省的权力；继而参预机密，权力趋于鼎盛。唐德宗时，翰林学士已有“内相”之称。翰林学士与中书舍人分工日趋明确。学士负责起草任免将相大臣、宣布大赦、号令征伐等有关军国大事的诏制，称内制；而中书舍人负责起草一般臣僚的任免及例行文告，称外制。二者并称两制，而内制重于外制。翰林学士也常被升为宰相。
至唐顺宗时，翰林权力达到过一次高峰。翰林学士王叔文与其他翰林学士实施新政，与当时集军中大权在手的宦官集团展开斗争，充分利用了翰林职权上的便利，不过最终失败。以后宦官集团基本控制了朝中大权，翰林势力又趋式微。但是宪宗时设立学士承旨，为众学士之首，单独召见，也并未完全废弃翰林院的参议功能。
五代十国时期，翰林地位较低。后晋天福五年时更曾经一度取消翰林学士，将其职权并入中书舍人，但后来恢复。

### 辽朝
辽代分南北面官，北面官系统设有大林牙院，“掌文翰之事”，林牙即文士，大林牙院官员有北面都林牙、北面林牙承旨、左林牙、右林牙等官员，著名人物有绰号“大石林牙”的耶律大石；南面官系统则设有翰林院，“掌天子文翰之事”。辽代从制度层面确定了翰林院作为掌管制诰的机构名称，以前代翰林院之名指代翰林学士院之实。这一点为元代所继承。

### 宋朝
宋朝沿袭唐代制度，设有翰林学士院，职责是负责起草朝廷的制诰、赦敕、国书以及宫廷所用文书，还侍皇帝出巡，充顾问。学士中资格最老的称翰林学士承旨，其下有翰林学士、知制诰。其他官员入院而未授学士，称为“直院学士”。如果学士缺员，由其他官员暂行院中文书，则称“学士院权直”或“翰林权直”。北宋前期，翰林学士沿袭唐代，不设品秩。元丰改制后，翰林学士承旨和翰林学士成为正式官职，官居正三品，不任他职，专司内制。此外，同唐代一样，另设专掌方术伎艺供奉等事的翰林院，如翰林图画院等。

#### 科举
宋朝是翰林与科举接轨的时代。宋太宗时，开始大规模的科举考试。在唐朝，考中进士只是有了做官的资格，还须通过吏部的选试以得到官职。到了宋代，凡是省试、殿试通过以后，朝廷立即授予官职。这样，翰林学士必为进士出身。
当时的其他政权由于学习唐宋体制，也承袭了翰林制度。西夏设有翰林学士院；高丽和大越也有翰林院。

### 金朝
金朝置翰林学士院，设翰林学士承旨、翰林学士等，掌草诏等事，地位较辽朝要高，与北宋相仿。

### 元朝
元朝设翰林兼国史院及蒙古翰林院，官制与金代相同，分掌制诰文字、纂修国史及译写文字。

### 明朝
明朝翰林院以永乐朝为界，经历了先盛后衰的过程。明朝初期，继承宋朝制度，改翰林学士院为翰林院，以翰林学士承旨为首，秩正三品，其下有学士、侍讲学士、侍读学士、待制、应奉和典籍等官职。不久后又降翰林学士为正五品，并革除学士承旨、直学士、待制、应奉等官职，另设《五经》博士、修撰、编修和检讨。初时的翰林院官员是经过荐举入职，与科举无关。天顺二年开始与进士挂钩，一甲进士授翰林院修撰，二甲为编修，以下为检讨。以后又将二甲、三甲中优秀者选为庶吉士，相当于“见习翰林”。至此，形成“非进士不入翰林”的局面。 
翰林参预政治的方式是通过内阁。内阁位于文渊阁，初时的大学士一般由翰林官员担任，后来连六部官员也有以翰林充任的。翰林品秩虽低，却是显贵的官职。虽为五品，宴祀时可以坐到四品官员之上。
成祖朱棣靖難篡位后，开始重用内阁，而翰林院逐步与内阁分开，权力被削弱。宣德年初，内阁分为东西两房。西房为“能书者”之处，称为“西制敕房”；东房由学士等制订敕令的人组成，称为“东诰敕房”。正统七年（1442年），在文渊阁外另造翰林院，等闲者不得入文渊阁。这样，翰林院与文渊阁分离，翰林学士已不能查看诰敕，改由内阁掌管。此后制订诰敕等机密大事全由阁臣操办，翰林院已无法干预
。即使如此，内阁重臣仍皆出身翰林，「非翰林不入內閣」。

### 清朝
清初翰林之职最初属于内三院，顺治之后沿袭明制，设翰林院。但由于清朝统治者为满人，在官制上采取了均衡满汉的方略。设掌院学士二人，满、汉各一人；其下有侍读学士、侍讲学士、侍读、修撰、编修、典簿、检讨、待诏、庶吉士等。侍读学士以下逢四至五年需大考，不过者要被除名翰林，因此有“翰林怕大考”之说。这时的翰林院与明时一样，地位清显，但并不参与机密大事，主要职务是修史编书、掌文词翰墨、充当皇子师傅、科举考官等等。同样承袭了明代的是，虽然翰林院无实际权力，由于被视为储才之所，重臣宰辅大都从翰林院出身，以至于道光咸丰年间，点翰林成为了仕途捷径。从编修、检讨做起，十年可做到侍郎。
光绪三十一年（1905年），朝廷正式废除科举制度，翰林制度也随之消失。
外班翰林出现在清朝，指的是为保持翰林中满蒙人的比例而经皇帝特准，从科甲出身的满蒙官员中直接招取的翰林。由于非经正途而入，被戏称为“斗字翰林”，表示才学不够之意。但满蒙翰林并非全是靠此途径入馆，凭真才实学入翰林者亦众多，还出现了一家数代翰林的满蒙翰林世家。外班翰林在一定程度上也促进了满蒙两大民族敦儒重学的风气。
洋翰林指清末洋务运动兴起后归国的留学生。19世纪末清廷批准派遣中国幼童到外国留学，由容闳、陈兰彬监督。之后留洋学生渐多，清廷对留洋归来的学生按文凭赐予进士出身或授官职，因此也被称为“洋进士”、“洋翰林”。
清代共有6472人得入翰林，形成了庞大的翰林群体，对清朝社会产生了巨大影响。到了清朝末期，中国皇權專制以及科举制度日显腐朽落后。西学东渐，翰林中也出现了主张改革教育制度，以救亡图强的声音。洋务运动的领导者曾国藩、张之洞、李鸿章、沈葆禎等都是翰林出身。清朝灭亡后，遗留下来的翰林群体依然活跃在政治、军事、外交、文化、教育、经济的舞台上。中华民国时期，教育总长蔡元培，北洋总统徐世昌，民族实业家张謇，武汉国民政府主席、书法家谭延闿，外交总长颜惠庆，书法家潘龄皋俱是翰林中人。
光緒二十六年（1900年）：6月20日，清廷甘軍和義和團圍攻東交民巷使館區，6月23日，位於英國使館北鄰的翰林院遭清廷甘軍縱火而化為灰燼，院內《永樂大典》和《四庫全書》底本幾乎全部遭到焚燬，所餘無幾。
清末翰林的后代子孙，由于受到父辈祖辈的学术熏陶，成为文学家、教育家的也不在少数。例子有清代首科状元傅以渐后人、著名教育家傅斯年，翰林吕凤岐之女、女子教育先驱吕碧城，翰林張佩綸的孙女、著名作家张爱玲，庶吉士周福清之孙、著名作家鲁迅（周树人）和周作人，以及其后的：末科探花商衍鎏之子、国学家商承祚，学术巨擘俞曲园曾孙、红学家俞平伯，军机大臣瞿鸿禨之孙、社会史学家瞿同祖，嘉庆状元赵文楷后人、佛学家赵朴初，宗室翰林毓隆之孙、国学大师兼书法大家启功，溥仪老师陈宝琛的侄孙、经济学家陈岱孙等等。

## 翰林院与科举制度
翰林制度和科举制度有着密不可分的关系。这种关系在宋朝之后正式确定下来。翰林制度可以看做科举的延伸，因为殿试之后，状元授翰林院修撰，榜眼、探花授翰林院编修。二三甲中优秀者则成为庶吉士，简称“庶常”，进入翰林院「庶常馆」由「资深翰林」教导三年，称为“入馆”。三年后考试，称为“散馆”，考取者留於翰林，不入者通常外派知縣。
翰林与科举的另一个关系，是翰林官员担任科举的考官。明清两代，乡试、会试考官多由一、二品官员以及翰林担任。雍正帝说：“开科取士，凡属考官，皆择人品端方，素行谨恪者为之。”可見能成为主考官是极大的荣誉。一般在京為官的翰林普遍窮困，擔任主考官可获得巨额收入，例如地方官會送给考官“程仪”，也就是路费，有數千兩之譜，加上中举的举人都会送上拜师钱。《随园诗话》说：“穷翰林，任试差，遽买南妾一人，日日食鲜鱼活虾，瓦鸭火腿，绍兴酒，龙井茶。”

## 翰林院与文化教育

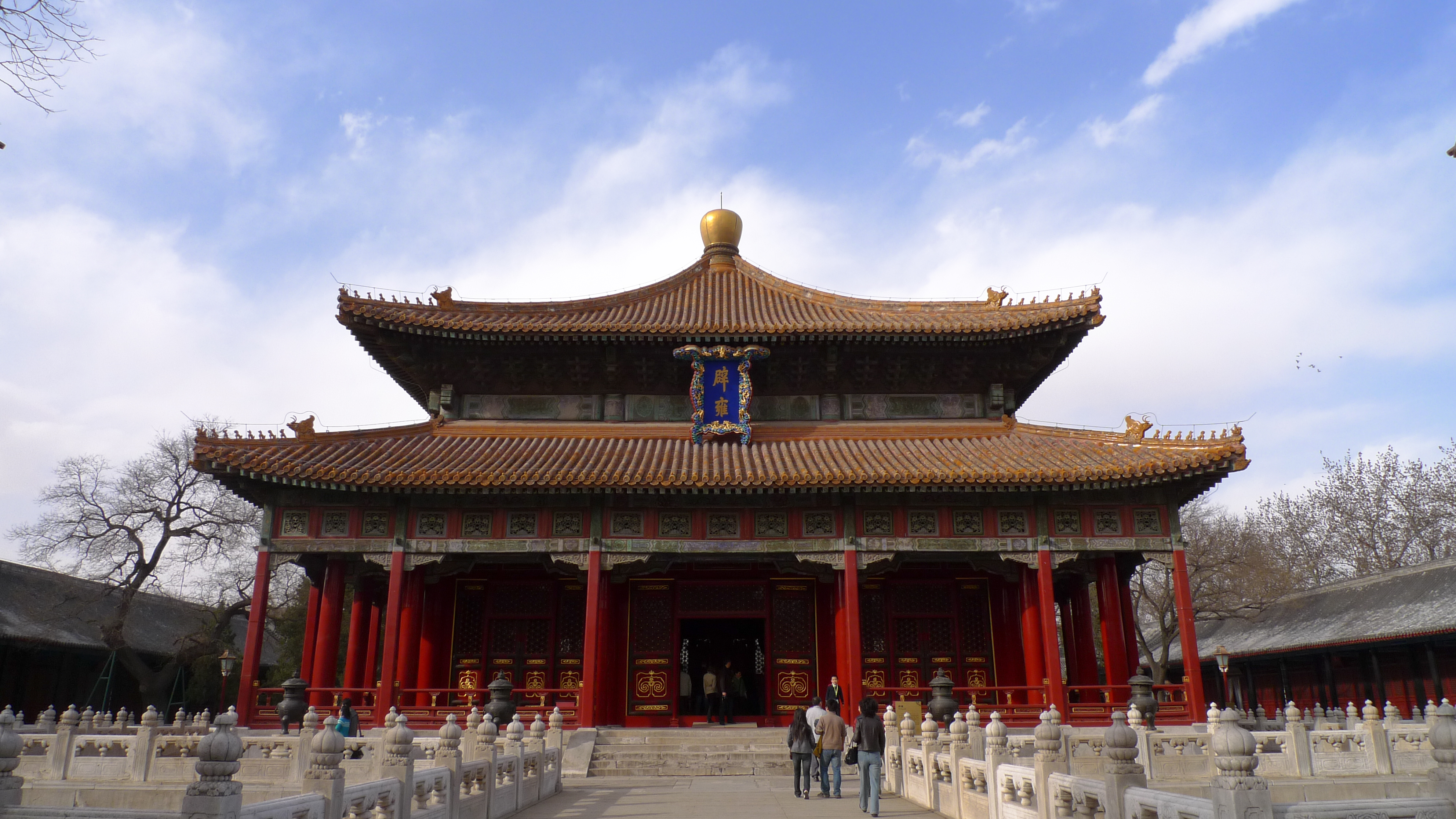
北京国子监辟雍

作为封建社会的知识分子精英群体，翰林院对学术研究、整理以及儒学教育起到了极大的作用。作为储才之所，翰林院有修书编史的职责。明清两代期间，为了加强对社会尤其是知识分子的思想控制，皇帝命翰林院进行了多次书籍汇编，对当时传世的文献予以校勘、编辑、重印，销毁皇帝认为应该毁禁的书目，汇成类书、丛书。明朝永乐元年（1403年）七月，明成祖朱棣命翰林官解缙等纂修大型类书，永乐二年（1404年）十一月编成，初名《文献大成》，后称《永乐大典》。全书正文22877卷，目录60卷，装成11095册，总字数约3.7亿字。汇集了先秦至明初各类书籍共八千余种。清朝康熙年间，翰林官陈梦雷奉旨编辑《古今图书集成》，全书共10000卷，原名《古今图书汇编》，编辑历时28年，共分6编32典，一共一亿六千万字。乾隆年间，翰林官纪昀、陆锡熊、孙士毅等奉旨主持编辑《欽定四庫全書》。自乾隆三十八年（1773）始，历时十年乃编成。全书分经、史、子、集四部，收书3503种，79309卷，存目书籍6793种，93551卷，分装36000余册，约十亿字。虽然在编撰过程中应皇帝要求删改销毁了大量书册，但也对当时的各类书籍进行了一次大规模整理。翰林院内藏有的珍本善本书籍不计其数，其中包括不少海内孤本。
明清时期，作为国家最高学府的国子监，其主要官员如祭酒、司业等官缺也被纳入翰林官，使翰林与学校教育直接接轨。同时，不少失意的翰林官充任各地书院山长（校长）或主讲，促进了当地文化教育事业的发展。

## 翰林院与专制集权
从唐代起，作为“天子私人”的翰林就是皇帝扩大自身权力的工具。唐宋时期翰林不隶属于其它部门，直接听命于皇帝。翰林势力的扩大彰显着实权逐渐集中到皇帝的手上。明以后翰林被内阁代替，清朝时后者又被军机处取代。一次次的蜕变显示出专制集权程度的递增以至达到顶峰。翰林院的变迁恰是见证。
翰林院更是历代皇帝进行文化专制的象征之一。汉代建立了“独尊儒术”的思想专制后，知识分子与皇帝的关系并不紧密。士人可以售才学于朝廷，也可以归隐于荒野，更可以在笔下褒贬朝政。皇帝为了寻求知识分子的支持，也必须礼贤下士。科举制度和翰林制度的发展，则将社会上知识分子的精英牢牢控制在皇帝手中。而随着中央集权程度加深，士人逐步将所有权力与尊严奉献给皇帝。君臣关系从汉唐之坐而论道，经过宋代的立而听命，发展为明清的臣子跪而请旨。尤其在清入关后，由于民族因素，对汉族知识分子的压迫更为严重。清朝皇帝个人素质较高，精力充沛，使得文臣变为皇帝身边的弄臣。出于对被统治的汉族的心理恐惧，清朝统治者也不会将权力分给汉族的大臣。明清还发生了多次的文字狱，并在清朝达到高峰。这使得知识界万马齐喑，造成了清中期知识分子气节的缺失。

## 翰林院与民族交融
汉族王朝在文化上的优势，使得各个少数民族政权纷纷学习科举翰林制度。由女真人建立的金朝，曾首创殿试一甲头名即状元例授翰林院应奉的制度，使翰林与科举不可分割；元代创立蒙古翰林院，使将本民族士人安置其中；而就清代翰林而论，除汉族出身者外，不乏满、蒙翰林跻身其间，还有回族翰林和南方少数民族的优秀士子得选，遂使翰林院成为中华民族多元文化交汇、融合之所。清朝实施“满不点元”的政策，即满族士子按例不点状元。然而为了保持翰林中满蒙士子的比例，仍采用特授馆职和外班翰林的方式增加满蒙士子数量，客观上促进了满蒙民族的文化发展。此外，历代的太子师傅与皇帝的顾问都由翰林充当。汉族翰林对非汉族统治者的舉政施政产生了重要影响，一定程度上缓和了民族关系。

## 中国以外的翰林院

### 朝鲜
朝鲜于王氏高丽时代开始实施科举制度。太祖王建時參考泰封（後高句麗）的制度設置元風省，并在下面置學士院。至第8代君主顯宗時改名為翰林院，是君主命令起草文件的部門。宋人徐兢所著的《宣和奉使高麗圖經》也提到：「翰林院在乾德殿之西，所以處詞學之臣。」之後又改過幾次名，到第31代恭愍王五年（1356年）時又改回翰林院。恭愍王十一年（1362年）改為藝文館。又名文翰署、詞林院、藝文春秋館，但成為元朝的朝貢國後，則改為成均館。在高麗一朝的發展中，曾出現「文翰」及「史官」兩者合併的情況，就是前述的藝文春秋館（合併於忠烈王三十四年，即1308年），後來雖曾於忠肅王十二年（1325年）分拆，但至高麗恭愍王元年（1389年），兩者再度合併為藝文春秋館。朝鮮王朝之后，科举被两班垄断，进士直接授予官职。朝鲜官制中与翰林院类似的是承政院、弘文館，负责传达王令，颁布诏书。但是科举考官的职责由礼曹负责。在韩国，这一名称又被韩国科学技术翰林院所采用。

### 日本
日本在8、9世纪时曾仿照唐朝的制度举办贡举，但到了11世纪后已名存实亡，并不与举官授职衔接。日本的官制为“二宫八省”，其中并无翰林院。与翰林院类似的机构是中务省，负责保卫工作以及草拟诏书，确保上命下达。

### 越南
據黎崱《安南志略》所載，古代越南的文職官員中，就設有翰林院官。至於它的發展，可追溯至太宁四年（1075年），李朝仁宗「選明經博學及試儒學三場」，這是实行科举制度的開始。1076年（英武昭胜元年）李仁宗在升龙（今河內）设立国子监，选文职官员识字者入内习文。英武昭胜二年（1077年），试官员以书算刑律；廣祐二年（1086年）成立翰林院，试全国有文学之才者充翰林院官。以后的陳朝、胡朝中仍实行科举制度，翰林的职位也一直保留。陳朝時，翰林學士更參與政界，如陳聖宗時的黎文休便任翰林院學士及兵部尚書。據中國學者郭振鐸、張笑梅等的分析，這是說明了「儒生作為庶族地主階級登上政治舞台」。
到黎朝时科举兴盛，翰林院纳入正式规制，之后的阮朝亦加以承袭。明命帝改革官制時，修訂了翰林院官職的品級，如掌院學士及直學士為正三品、侍讀學士為正四品、侍講學士為從四品、翰林院侍讀為正五品、翰林院侍講及翰林院承旨為從五品、翰林院著作為正六品、翰林院修撰為從六品、翰林院編修為正七品、翰林院檢討為從七品、翰林院典籍為正八品、翰林院典簿為從八品、翰林院供奉為正九品、翰林院待詔為從九品。
翰林院直到20世紀初，才隨著科舉廢除而消亡。而現代越南的「翰林院」（越南语：／）則相當於「科學院」，越南國外科學院如「俄羅斯科學院」亦仿本國形制稱「俄科學翰林院」（越南语：／）。

### 引用
1. ↑  . 大英百科全書 （中文（臺灣））.[永久]
2. ↑  . 中國大百科 （中文（中国大陆））.[永久]
3. ↑  《长杨赋》：雄从至射熊馆，还，上长杨赋，聊因笔墨之成文章，故藉翰林以为主人，子墨为客卿以风。
4. ↑  .   [2008-08-03]. （原始内容存档于2021-04-21）.
5. ↑  《文献通考》卷五十四·职官考八：翰林初置，人才与杂流并处。其後杂流不入，职清而地禁，专以处忠贤、文章之士。
6. ↑  新唐书卷五十一，百官一：唐制，乘舆所在，必有文词、经学之士，下至卜、医、伎术之流，皆直于别院，以备宴见；而文书诏令，则中书舍人掌之。自太宗时，名儒学士时时召以草制，然犹未有名号；乾封以后，始号“北门学士”。
7. ↑  《文献通考》卷五十四·职官考八：元宗初置翰林待诏，以张说、陆坚、张九龄等为之，掌四方表疏批答、应和文章。既而又以中书务剧，文书多壅滞，乃选文学之士，号“翰林供奉”，与集贤院学士分掌制诏书敕。
8. ↑  旧唐书卷四十三：亦如中书舍人例置学士六人，内择年深德重者一人为承旨。
9. ↑  《文献通考》卷五十四·职官考八：开元二十六年，又改翰林供奉为学士，别置学士院，专掌内命。凡拜免将相、号令征伐，皆用白麻。其後选用益重，而礼遇益亲，至号为“内相”，又以为天子私人。
10. ↑  李肇，《翰林志》：别设承旨或密设顾问，独召对问，居北壁之东阁，号为承旨阁子。
11. ↑  《文献通考》，卷五十四，职官考八：晋天福五年，诏翰林学士院公事宜并归中书舍人，自是舍人昼直者当中书制，夜直者当内制。至开运元年，复诏翰林学士与中书舍人分为两制，各置五员。
12. ↑  姜学科. . 中国石油大学学报(社会科学版). 2018, (23).
13. ↑  《宋史》志第一百一十五职官二：自国初至元丰官制行，百司事失其实，多所厘
正，独学士院承唐旧典不改。
14. ↑  .   [2008-08-01]. （原始内容存档于2008-10-02）.
15. ↑  张廷玉，明史，卷七十三志第四十九：吴元年，初置翰林院，秩正三品，设学士，（正三品）侍讲学士，（正四品）直学士，（正五品）修撰、典簿，（正七品）编修，（正八品）洪武二年，置学士承旨，正三品，改学士，从三品。（侍讲学士，正四品，侍读学士，从四品，修撰，正六品。）增设待制，（从五品）应奉，（正七品）典籍（从八品）等官。十三年，增设检阅。（从九品）十四年，定学士为正五品，革承旨、直学士、待制、应奉、检阅、典簿，设孔目、《五经》博士、侍书、待诏、检讨。令编修、检讨、典籍同左春坊左司直郎、正字、赞读考驳诸司奏启，平允则署其衔曰“翰林院兼平驳诸司文章事某官某”，列名书之。十八年，更定品员，（如前所列，独未有庶吉士。）以侍读先侍讲。
16. ↑  .   [2008-08-01]. （原始内容存档于2008-10-02）.
17. ↑  张廷玉等，明史卷七十·选举二：成祖初年，内阁七人，非翰林者居其半。翰林纂修，亦诸色参用。自天顺二年，李贤奏定纂修专选进士。由是非进士不入翰林，非翰林不入内阁，南、北礼部尚书、侍郎及吏部右侍郎，非翰林不任。
18. ↑  张廷玉等，明史·职官志二：大政事、大典礼，集诸臣会议，则与诸司参决其可否，车驾幸太学听讲，凡郊祀、庆成诸宴，则学士侍坐於四品京卿上。
19. ↑  张升，明代北京文渊阁 的存檔，存档日期2008-10-02.
20. ↑  张廷玉，明史卷七十四职官三：
永乐初，命内阁学士典机务，诏册、制诰皆属之。而誊副、缮正皆中书舍人入办，事竣辄出。宣德初，始选能书者处于阁之西小房，谓之西制敕房。而诸学士掌诰敕者居阁东，具稿付中书缮进，谓之东诰敕房。此系办事。若知制诰衔，惟大学士与诸学士可带。正统后，学士不能视诰敕，内阁悉委于中书、序班、译字等官，于是内阁又有东诰敕房。因刘铉不与辅臣会食始。嘉靖末，复以翰林史官掌外制，而武官诰敕仍自其属为之。若诏赦、敕革之类，必由阁臣，翰林诸臣不得预。
21. ↑  崇彝，《道咸以来朝野杂记》：道、咸间，士人多以点翰林为仕官捷径，由编修、检讨十年可至侍郎，虽未必尽然，亦差不多。
22. ↑  邸永君. .   [2010-03-25]. （原始内容存档于2009-01-09）.
23. ↑  “洋翰林”——中国现代法学大家程树德 的存檔，存档日期2008-09-16.
24. ↑  .   [2010-03-25]. （原始内容存档于2004-09-04）.
25. ↑  邸永君. .   [2010-03-25]. （原始内容存档于2007-05-22）.
26. ↑  .   [2010-03-25].[永久]
27. 1 2 3  邸永君. .   [2010-03-25]. （原始内容存档于2010-08-18）.
28. ↑  .   [2008-08-03]. （原始内容存档于2008-10-01）.
29. ↑  张廷玉 等：《明史》卷七十选举二
30. ↑  张宏杰：《靠当主考官发财的曾国藩》
31. ↑  .   [2010-03-25]. （原始内容存档于2021-02-23）.
32. ↑  林国清. .   [2010-03-25]. （原始内容存档于2013-07-30）.
33. ↑  黄爱平. . 安徽史学. 2005, (04): 33–39  [2022-03-04]. ISSN 1005-605X. doi:10.3969/j.issn.1005-605X.2005.04.006. （原始内容存档于2022-05-10）.
34. ↑  徐兢《宣和奉使高麗圖經·卷十六‧官府·省監》，收錄於《欽定四庫全書·史部》（第593冊），上海：上海古籍出版社（1987），849頁。
35. ↑  翰林院
36. ↑  
鄭麟趾《高麗史·卷七十六·百官》，收錄於《四庫全書存目叢書·史部》（第161冊），濟南：齊魯書社（1996），77-78頁。
37. ↑  朝鲜古代文化 的存檔，存档日期2008-08-20.
38. ↑  王勇，《日本通史》
39. ↑  黎崱《安南志略·卷十四·官制》，北京：中華書局（1995年），325頁。
40. ↑  吳士連等《大越史記全書·本紀全書·李仁宗紀》，東京大學東洋文化硏究所附屬東洋學文獻センター（昭和59－61年，1984－1986），248-251頁。
41. ↑  郭振鐸、張笑梅《越南通史》，北京：中國人民大學出版社（2001），326頁。
42. ↑  陳仲金《越南史略》中譯本，戴可來譯，北京：商務印書館（1992），316-318頁。

## 延伸阅读
[在维基数据编辑]
 《欽定古今圖書集成·明倫彙編·官常典·翰林院部》，出自陈梦雷《古今圖書集成》